# Tom Hulce
Tom Hulce, celým jménem Thomas Edward Hulce (* 6. prosince 1953, Whitewater, Wisconsin, USA) je americký herec a producent.
Jeho vůbec nejznámější rolí se stala postava hudebního skladatele Wolfganga Amadea Mozarta ve snímku Amadeus režiséra Miloše Formana z roku 1984, za kterou byl nominován na Oscara. Jedná se o držitele prestižních cen Tony a Emmy.

## Filmografie
| Rok  | Název                           | Role                      |
| ---- | ------------------------------- | ------------------------- |
| 1978 | National Lampoon's Animal House | Lawrence "Larry" Kroger   |
| 1980 | Those Lips, Those Eyes          |                           |
| 1984 | Amadeus                         | Wolfgang Amadeus Mozart   |
| 1986 | Rise and Rise of Daniel Rocket  |                           |
| 1986 | Echo Park                       | Jonathan                  |
| 1987 | Slam Dance                      | C. C. Drood               |
| 1988 | Dominick and Eugene             | Dominick "Nicky" Luciano  |
| 1988 | Shadow Man                      | Shadowman/David Rubenstin |
| 1989 | Parenthood                      | Larry Buckman             |
| 1990 | Murder in Mississippi           | Mickey Schwerner          |
| 1991 | The Inner Circle                | Ivan Sanshin              |
| 1993 | Fearless                        | Brillstein                |
| 1994 | Frankenstein                    | Henry Clerval             |
| 1994 | Wings of Courage                | Antoine de Saint-Exupéry  |
| 1995 | The Heidi Chronicles            | Peter Patrone             |
| 1996 | The Hunchback of Notre Dame     | Quasimodo                 |
| 2002 | The Hunchback of Notre Dame II  | Quasimodo                 |
| 2004 | Tři do páru (producent)         |                           |
| 2006 | Stranger Than Fiction           | Dr. Cayly                 |
| 2008 | Jumper                          | Mr. Bowker                |